# تیم فدروویچ
تیم فدروویچ (انگلیسی: Tim Federowicz؛ زادهٔ ۵ اوت ۱۹۸۷) بازیکن بیس‌بال اهل ایالات متحده آمریکا است.
از باشگاه‌هایی که در آن بازی کرده‌است می‌توان به لس آنجلس داجرز و بوستون رد ساکس اشاره کرد.
وی در مسابقات کشوری و بین‌المللی در مجموع برندهٔ ۱ مدال نقره شده‌است.